# Đảo san hô vòng Arno
Arno (tên tiếng Anh: Arno Atoll) là một đảo san hô vòng gồm 133 đảo nhỏ nằm ở Thái Bình Dương thuộc chuỗi đảo Ratak của quần đảo Marshall. Đảo chỉ có diện tích khoảng 13 km².